# Emmanuel Ceysson
Emmanuel Ceysson, né le 17 avril 1984 à Oullins, est un harpiste français.

## Carrière
Originaire de Chaponost (Rhône), il suit ses études musicales au conservatoire à rayonnement régional de Lyon puis intègre le Conservatoire national supérieur de musique de Paris dans la classe d’Isabelle Moretti. Il y obtient un DFS de harpe mention Très bien, ainsi qu'un Premier prix d'harmonie dans la classe de Cyril Lehn.
À 22 ans, il est admis au poste de première harpe solo au sein de l'Orchestre de l'Opéra national de Paris. Il joue désormais sous la direction des plus grands chefs tels que Georges Prêtre ou Valery Gergiev.
Il mène par ailleurs une carrière de soliste et de chambriste sur les grandes scènes internationales : Wigmore Hall, Salle Gaveau, Carnegie Hall, Alice Tully Hall, Kennedy Center, PrinzregentenTheater et se produit en concerto avec l’Orchestre symphonique de la Radio Bavaroise, l’Orchestre symphonique de Bogota ou encore l’Orchestre de Saint-Luc.
Invité aux festivals d’Auvers-sur-Oise, de l'Épau et de Carthagène (Colombie), il y partage le répertoire de la harpe et se produit régulièrement aux côtés des quatuors Parisii et Psophos ainsi que du flûtiste Frédéric Chatoux. Il enregistre chez Claves un premier disque de concerto aux côtés du harpiste Xavier de Maistre en 2006 et plus récemment en 2009 chez XXI un disque hommage à l’Opéra et au Ballet, en duo avec l'altiste Laurent Verney.
Depuis 2006, il donne des masterclass aux étudiants de la Royal Academy of Music de Londres en tant que professeur invité. Il participe aussi au programme « 10 mois d’école et d’opéra » auprès d’un jeune public scolarisé dans des conditions difficiles en région parisienne et donne bénévolement deux séries de master-classes par an en Colombie avec le soutien de la fondation Salvi.
Il a participé en 2010 aux 10 ans des sommets musicaux de Gstaad, aux 30 ans du festival d'Auvers-sur-Oise, et a été réinvité par l’Orchestre symphonique de Bogota pour interpréter en juillet 2010 le Concerto pour harpe de Ginastera...
Invité par les conservatoires de la communauté d'agglomération Grand Paris Seine Ouest (conservatoires de Boulogne-Billancourt, d'Issy-les-Moulineaux, de Chaville de Sèvres et de Vanves), il accompagne les élèves des 5 classes de harpes à l'Atrium de Chaville rassemblant ainsi 42 harpes.
En 2013, il a enregistré le Concerto pour harpe de Karol Beffa (CD Aparte).
En septembre 2015, il devient première harpe solo du Metropolitan Opera de New York, pour cinq saisons complètes.
Depuis septembre 2020, il est première harpe solo à l'Orchestre philharmonique de Los Angeles.

## Prix et distinctions
- 1999 : 2e Prix junior du Concours international de harpe Lily-Laskine
- 2004 : Médaille d'or et prix d'interprétation du Concours international de harpe des États-Unis (en)[1]
- 2006 : Premier prix et 6 prix spéciaux lors des auditions Jeunes artistes de concert (en) de New York[1]
- 2009 : Premier prix du Concours international de l'ARD à Munich[1]
- 2010 : Nommé aux Victoires de la musique classique dans la catégorie « Révélation Soliste Instrumental »

## Presse
- The New York Times – 16 avril 2009 : « Le programme permettait de rappeler l’excellent calibre des musiciens supportés par les séries Young Concert Artists. (…) Emmanuel Ceysson y a joué les passages arpégés plein d’extravagance [du Concerto de Glière] avec talent et élégance. »
- The New York Concert Review – avril 2009 : « Le jeune Emmanuel Ceysson était remarquable, aujourd’hui, il est difficile de rencontrer un homme harpiste, mais encore plus rare de rencontrer un harpiste doté d’un tempérament aussi jubilatoire. »
- El Paso Times – 12 avril 2008 : « Ceysson a pris les commandes et le public en a été envoûté. Il est si rare d’avoir la chance d’entendre la harpe en solo, et la performance brillante de Ceysson était captivante. »
- The New York Times – 8 novembre 2006 : « Fait de courbes, de caresses et d’un irrésistible charme (…), le jeu de M. Ceysson est excellent. »
- Ionart Washington DC – novembre 2006 : « La technique prodigieuse et le talent de M. Ceysson étaient pleinement au rendez-vous. »
- The New York Concert Review – novembre 2006 : « [Mr Ceysson est] un de ces rares êtres au monde à avoir une connexion pure et directe avec la musique et capable de transmettre celle-ci au public avec une grâce et une technique parfaite. »
- Diapason (France) – septembre 2006 : « Ce qui étonne dès que l’on entend jouer le jeune homme c’est bien cet art de porter le son, de lui donner une vibration et une projection quasi vocale. Une technique en or qui rappelle que les grands harpistes peuvent se mesurer aux acoustiques les plus vastes. »
- Concert classic.com (France) – mars 2005 : « Par-delà une virtuosité et une intelligence musicale hors du commun, Emmanuel Ceysson possède ce "plus", cet élément indéfinissable qui confère à son jeu une présence poétique irrésistible. »
- The Daily Telegraph (Londres) – 2005 : « Le jeu de Ceysson était d’une plénitude et d’une variété de son remarquables, d’une expressive beauté. »

## Discographie sélective (au 31 juillet 2020)
- Concertos pour une et deux harpes : Reinecke, Zabel, Parish-Alvars - Emmanuel Ceysson et Xavier de Maistre, harpes ; Staatsphilharmonie Rheinland-Pfalz, dir. Hannu Lintu (18-22 septembre 2005, Claves 502607)[3] (OCLC 77074654)
- Bach (Suite française no 3 BWV 814), Galuppi (Sonate en ré majeur), Zabel (Fantaisie sur Faust de Gounod) (Le CD découvertes, Prélude et Fugue/Classica no 87, novembre 2006) (OCLC 504921838)
- Un soir, live recording, avec Frédéric Chatoux (flûte) : Bach (Sonate en sol mineur BWV 1020), Gluck (Scènes des Champs-Elysées d'Orphée), Borne (Fantaisie sur Carmen de Bizet), Fauré (Après un rêve & Les Berceaux), Debussy (Beau soir), Wagner (Rêverie), Piazzolla (Histoire du Tango), Bartok (Danses roumaines) = 1 CD + 1 DVD Dirac Multimedia, enregistré en 2009
- Insolite, l'Opéra en duo, avec Laurent Verney (alto) : morceaux de Tchaïkovski, Wagner, Strauss Jf., Saint-Saëns, Rossini, Adam, Bizet, Walter-Kühne, Delibes, Puccini, Verdi, Mozart, Purcell = 1 CD XXI, enregistré en 2009
- Glière (Concerto pour harpe et orchestre en mi bémol majeur op.74), avec Orchestre symphonique des Bayerischen Rundfunks, directions Cornélius Meister & Lawrence Renes, 1 CD BR Klassik 2010 (compléments : Mozart : Concerto pour clarinette K.622 (Sebastian Manz, clarinette) & Korngold : Concerto pour violon op.35 (Hyeyoon Park, violon)
- Opéra Fantaisie : Parish-Alvars (Fantaisies sur Norma de Bellini & sur Lucia di Lammermoor de Donizetti), Walter-Kühne (Fantaisie sur Eugène Onéguine de Tchaïkovski), Ceysson (Paraphrase sur Carmen de Bizet), Spohr (Variations sur "Je suis encore dans mon printemps" de Méhul), Zabel (Fantaisie sur Faust de Gounod), Damase (Fantaisie sur Les Contes d'Hoffmann d'Offenbach) = 1 CD Naïve enregistré en 2012
- Belle Epoque : Renié (Concerto en ut mineur pour harpe et orchestre), Dubois (Fantaisie pour harpe et orchestre), Pierné (Concertstück pour harpe et orchestre op.39), Saint-Saëns (Morceau de concert pour harpe et orchestre op.154), avec l'Orchestre Régional Avignon Provence dirigé par Samuel Jean = 1 CD Naïve enregistré en 2014
- Mozart : Concerto pour Flûte et Harpe K.299, Concerto pour Flûte n°1 K.313, Andante en ut majeur K.315, avec l'Orchestre de Chambre de Paris, Philippe Bernold (flûte & direction) = 1 CD Apartemusic AP115 enregistré en 2015
- Ballad in red : Renié (Ballade fantastique pour harpe), Caplet (Conte fantastique), Leone (Red Quintet), Hindemith (Sonate pour harpe), Salzedo (Ballade n°1), Debussy (Danses sacrée et profane), avec le Quatuor Voce = 1 CD Apartemusic AP179 enregistré en 2017